# ヘイッキ・ハス
ヘイッキ・ハス（Heikki Vihtori Hasu、1926年3月21日 - 2025年4月5日）はフィンランド、Sippola出身の元ノルディック複合およびクロスカントリースキー選手。1940年代後半から1950年代前半に活躍した。

## プロフィール
冬季オリンピックに2度出場し合計3個のメダルを獲得した。1948年サンモリッツオリンピックノルディック複合で金メダルを獲得、1952年オスロオリンピックではノルディック複合で銀メダルを獲得、クロスカントリースキーのリレーでは金メダルを獲得した。
さらに1950年のノルディックスキー世界選手権（アメリカ合衆国、レークプラシッド）ではノルディック複合で金メダルを獲得、クロスカントリースキーリレーで銀メダルを獲得した。
これらの実績によりフィンランド人として初めて1952年のホルメンコーレン・メダルを受賞した（同時受章スタイン・エリクセン、トールビョルン・ファルカンゲル、ニルス・カールソン）。
また、1953年のホルメンコーレン大会ノルディック複合で優勝している。
2025年4月5日に死去。99歳没。